# Sonata para piano (Dukas)
La Sonata para piano en mi bemol menor es una obra musical compuesta por Paul Dukas entre 1899 y 1900, y publicada en 1901. 

## Estructura
1. Modérément vif (expressif et marqué)
2. Calme – un peu lent – très soutenu
3. Vivement – avec légèreté
4. Très lent

## Recepción
En la primera década del siglo XX, tras el inmenso éxito de su obra orquestal El Aprendiz de Brujo, Dukas completó dos obras para piano solo a gran escala complejas y exigentes técnicamente: la Sonata para piano, dedicada a Saint-Saëns, y Variaciones, intermedio y finale sobre un tema de Rameau (1902). Los críticos al analizar las obras para piano disciernen la influencia de Beethoven, o, «Beethoven si fuera interpretado por la mente francesa de César Franck». Ambas obras fueron estrenadas por Édouard Risler, un célebre pianista de la época.
En un análisis de la obra en The Musical Quarterlyen 1928, el crítico Irving Schwerké escribió:

La sonata es clásica en su estructura y está escrita en cuatro movimientos, conectados más por la perfección formal mutua y la nobleza de pensamiento que por procedimientos cíclicos. El primer movimiento se construya a partir de dos temas contrastantes, desarrollados siguiendo la forma sonata. El Andante está en la línea de los mejores movimientos lentos de Beethoven, y constituye un perfecto ejemplo de la grandeza que se consigue con la técnica moderna que funciona en esta inspirada forma. Un agitado Scherzo, con su inesperado final fugado, precede al heroico Finale, comparable en amplitud y majestuosidad a la Escalera de Honor del Palacio de Versailles. Debido a su extensa proporción, su calidad, su poderoso desarrollo y su luminoso liricismo, la Sonata en mi bemol menor no tiene rival en su género. Trasciende el piano, siendo su propia magnitud lo único que ha retrasado su comprensión.

La Sonata, que según el crítico Edward Lockspeiser es «enorme y algo recóndita», no entró a formar parte del repertorio habitual, pero más recientemente ha sido promovida por pianistas de la talla de John Ogdon, Marc-André Hamelin, y Margaret Fingerhut.